# (2546) Libitina
(2546) Libitina ist ein Asteroid des Hauptgürtels, der am 23. März 1950 vom südafrikanischen Astronomen Ernest Leonard Johnson, vom Union-Observatorium in Johannesburg aus, entdeckt wurde.
Der Name des Asteroiden ist von Libitina, der römischen Göttin des Begräbnisses, abgeleitet.